# Arenaria linearilimba
Arenaria linearilimba är en nejlikväxtart som beskrevs av Cheng Yih Wu. Arenaria linearilimba ingår i släktet narvar, och familjen nejlikväxter. Inga underarter finns listade i Catalogue of Life.